# Runemagick
A Runemagick svéd death-doom zenekar, amely 1990-ben alakult. Az együttest Nicklas "Terror" Rudolfsson alapította Desiderius néven, amelyet hamar Runemagic-re változtatott. Death metal együttesként kezdték karrierjüket, de később egyre több doom metal elemet kevertek zenéjükre. Hatásaiknak a Bathory-t, a Tiamat-ot, a Celtic Frost-ot, az Entombed-et és a Candlemass-t tették meg.
1993-ban feloszlottak, pár demó kiadása után. Rudolffson 1997-ben újra alakította a zenekart, Runemagick néven.

## Tagok
- Nicklas Rudolfsson - gitár (1990-), ének (1997-), dob (1990-1993), basszusgitár (1990-1992)
- Emma Rudolfsson - basszusgitár (2000-)
- Daniel Moilanen - dob (2000-)
- Jonas Blom - gitár (2018-)

Korábbi tagok
- Robert "Reaper" Pehrsson - gitár (1991-1992), ének (1991-1993)
- Johan Norman - gitár (1992-1993)
- Alex Losbäck - basszusgitár (1992-1993)
- Fredrik Johnsson - gitár (1997-2003)
- Peter Palmdahl - basszusgitár (1997-1998)
- Tomas Eriksson - gitár (2002-2003)
- Jonas Blom - dob (1998)
- Johan Bäckman - basszusgitár (1993)

## Diszkográfia
- Fullmoon Sodomy (demó, 1992)
- Hymn of Darkness (demó, 1997)
- The Supreme Force of Eternity (album, 1998)
- Enter the Realm of Death (album, 1998)
- Resurrection in Blood (album, 2000)
- Dark Live Magick (koncert album, 2001)
- Ancient Incantations - (demo-EP, 2001)
- Requiem of the Apocalypse (album, 2002)
- Moon of the Chaos Eclipse (album, 2002)
- Doomed (split lemez, 2002)
- Darkness Death Doom (album, 2003)
- Darkness Death Doom / Pentagram  (2003)
- On Funeral Wings (album, 2004)
- Envenom (album, 2005)
- Black Magick Sorceress (EP, 2005)
- Invocation of Magick (album, 2006)
- Dawn of the End (album, 2007)
- Dark Dead Earth (válogatáslemez, 2008)
- Runes of the Undead (kislemez, 2018)
- A Rising Fume of Returning Death (kislemez, 2018)
- Evoked From Abysmal Sleep (album, 2018)
- Into Desolate Realms (album, 2019)